# Happy Valley (Alaska)
Pour les articles homonymes, voir Happy Valley.
Happy Valley est une localité d'Alaska (CDP) aux États-Unis, appartenant au Borough de la péninsule de Kenai. Sa population était de 593 habitants en 2010.
Elle est située sur la côte ouest de la Péninsule Kenai, sur la Sterling Highway, à 35 km d'Homer.
Les températures moyennes vont de −10 °C à −6 °C en janvier et de 7 °C à 18 °C en juillet.
Son nom lui a été donné en 1950 par l'United States Geological Survey. De par sa proximité de la Sterling Highway, la localité est dédiée au tourisme et à l'hébergement. Les habitants s'approvisionnent à Homer, Ninilchik ou Anchor Point.

## Démographie
| 1990 | 2000 | 2010 | - | - | - |
| ---- | ---- | ---- | - | - | - |
| 309  | 489  | 593  | - | - | - |